# Aphnaeus overlaeti
Aphnaeus overlaeti är en fjärilsart som beskrevs av Berger 1953. Aphnaeus overlaeti ingår i släktet Aphnaeus och familjen juvelvingar. Inga underarter finns listade i Catalogue of Life.